# 武蔵丘信号場
武蔵丘信号場（むさしがおかしんごうじょう）は、埼玉県飯能市にある西武鉄道池袋線の信号場。開業当時は武蔵丘信号所という名称であった。

## 概説
飯能方面の複線区間（複線区間は東飯能駅手前の北飯能信号場まで）と吾野・西武秩父方面の単線区間との境界、および本線から武蔵丘車両基地への分岐のために設置された。武蔵丘車両検修場とも隣接している。
上下線列車の行き違いのほか、飯能 - 西武秩父方面の列車が運転停車し、乗務員の乗降などを行うことがある。
2016年のダイヤ改正で、折り返しの関係で東急電鉄所属車両の10両編成の一部が、飯能駅とこの信号場との間を回送する運用も設定された（武蔵丘車両基地への留置・滞泊のため）。
当初、西武グループにより1984年1月27日に飯能市議会全員協議会の場で公開された「武蔵丘分譲地」造成計画に合わせて、この位置への新駅設置構想も公表され、「文化新聞」1984年3月1日号にも概要が掲載されていたが、市民の反対運動と景気の後退により造成計画が中止されたこともあり駅としての開業の実現には至っていない。

## 歴史
- 1988年（昭和63年）11月16日：完成[1]。

## 配線図
| ← 飯能 方面 | 北飯能信号場・武蔵丘信号場間 構内配線略図 | → 吾野 方面 |
| 凡例 出典:  |                                           |             |

## 周辺
- 飯能市観光案内所
- 広域飯能斎場
- 武蔵の森病院
- 国際興業バス 飯能斎場バス停留所
- 国道299号飯能狭山バイパス
- 武蔵丘ゴルフコース
- 新武蔵丘ゴルフコース
- コスモ石油セルフ飯能武蔵丘SS
- カインズ飯能武蔵丘店
- ココカラファインセイジョー飯能武蔵丘店
- マミーマート 飯能武蔵丘店
  - ザ・ダイソー 飯能武蔵丘店
  - ABCドラッグ 飯能武蔵丘店

## 隣の駅
西武鉄道
 池袋線
東飯能駅 (SI27) - （北飯能信号場） - （武蔵丘信号場） - 高麗駅 (SI28)